# NGC 7540
NGC 7540 (również PGC 70788) – galaktyka eliptyczna znajdująca się w gwiazdozbiorze Pegaza. Odkrył ją Albert Marth 3 listopada 1864 roku. Towarzyszy jej mała, zwarta (C) galaktyka, czasem oznaczana jako NGC 7540-2.